# Europese kampioenschappen wielrennen
De Europese kampioenschappen wielrennen zijn wegwedstrijden en tijdritten die jaarlijks door de Union Européenne de Cyclisme (UEC) worden georganiseerd voor verscheidene categorieën wielrenners. De wedstrijden worden verreden met landenteams. De winnaar draagt tot de volgende editie de sterrentrui.
De UEC organiseert ook Europese kampioenschappen op de baan, in het veld en voor mountainbike.

## Geschiedenis
De Europese kampioenschappen worden sinds 1995 jaarlijks georganiseerd voor beloften onder 23 jaar, zowel voor vrouwen als voor mannen. Vanaf 1997 is er naast een wegwedstrijd ook een tijdrit. Sinds 2005 worden ook wedstrijden gehouden voor junioren (17 en 18 jaar) en vanaf 2016 ook voor de elite; de elite en beloften vrouwen reden in dat jaar samen in één koers. De leeftijdsgrenzen zijn zoals vastgesteld door de Internationale Wielerunie. In 2019 werd het onderdeel gemengde ploegenestafette toegevoegd, een ploegentijdrit voor drie mannen en drie vrouwen, net als op het wereldkampioenschap.
In 2013 wonnen de Belgen Sean De Bie en Victor Campenaerts de wegwedstrijd en de tijdrit bij de mannen beloften. De Nederlandse Sabrina Stultiens won in 2014 de wegwedstrijd bij de vrouwen beloften en Steven Lammertink won in 2015 de tijdrit bij de mannen beloften. Bij de elite werd de tijdrit vijf maal gewonnen door een Nederlandse, waarvan de eerste vier jaar door Ellen van Dijk. Op de erelijst van de wegrit staan de Nederlandse Anna van der Breggen (2016), Marianne Vos (2017), Amy Pieters (2019) en Annemiek van Vleuten (2020). De Belgische Victor Campenaerts won in 2017 en 2018 de tijdrit en Remco Evenepoel won in 2019 de tijdrit. In de wegrit voor elite mannen won Tim Merlier in 2024.  Er stond nog geen Nederlander op de hoogste trede van het podium.
Het Europees kampioenschap werd tweemaal in België georganiseerd, in 2009 in Hooglede-Gits en in 2024 in Limburg (startplaats in Zolder en finish in Hasselt), en driemaal in Nederland: in 2006 in Valkenburg en Heerlen, in 2012 in Goes en in 2019 vond het EK plaats in Alkmaar.
In 2016 zouden de kampioenschappen plaatsvinden in Nice, maar na de terroristische aanslag op 14 juli 2016 in die stad kon de veiligheid daar niet worden gewaarborgd. Er werd uitgeweken naar Plumelec in Bretagne. In 2020 zou het EK plaatsvinden in het Italiaanse Trente, maar vanwege de uitbraak van de Coronapandemie werd wederom uitgeweken naar Bretagne, ditmaal naar Plouay. Het EK vond een jaar later alsnog plaats in Trente.
Vanaf 2018 worden de kampioenschappen om de vier jaar onderdeel van het multisportevenement van de Europese Kampioenschappen.

## Locatie
| Jaar | Land                | Plaats                | Toevoeging          |
| ---- | ------------------- | --------------------- | ------------------- |
| 1995 | Tsjechië            | Trutnov               |                     |
| 1996 | Verenigd Koninkrijk | Man                   |                     |
| 1997 | Oostenrijk          | Villach               | Individuele tijdrit |
| 1998 | Zweden              | Uppsala               |                     |
| 1999 | Portugal            | Lissabon              |                     |
| 2000 | Polen               | Kielce                |                     |
| 2001 | Frankrijk           | Apremont              |                     |
| 2002 | Italië              | Bergamo en Grassobbio |                     |
| 2003 | Griekenland         | Athene en Vouliagmeni |                     |
| 2004 | Estland             | Otepää                |                     |
| 2005 | Rusland             | Moskou                | Junioren            |
| 2006 | Nederland           | Valkenburg en Heerlen |                     |
| 2007 | Bulgarije           | Sofia                 |                     |
| 2008 | Italië              | Verbania en Arona     |                     |
| 2009 | België              | Hooglede              |                     |
| 2010 | Turkije             | Ankara                |                     |
| 2011 | Italië              | Offida                |                     |
| 2012 | Nederland           | Goes                  |                     |
| 2013 | Tsjechië            | Olomouc               |                     |
| 2014 | Zwitserland         | Nyon                  |                     |

| Jaar | Land                         | Plaats                                              | Toevoeging                |
| ---- | ---------------------------- | --------------------------------------------------- | ------------------------- |
| 2015 | Estland                      | Tartu                                               |                           |
| 2016 | Frankrijk                    | Plumelec                                            | Elite                     |
| 2017 | Denemarken                   | Herning                                             |                           |
| 2018 | Verenigd Koninkrijk Tsjechië | Glasgow (elite) Brno en Zlín (beloften en junioren) |                           |
| 2019 | Nederland                    | Alkmaar                                             | Gemengde ploegenestafette |
| 2020 | Frankrijk                    | Plouay                                              |                           |
| 2021 | Italië                       | Trente                                              |                           |
| 2022 | Duitsland Portugal           | München (elite) Anadia (beloften en junioren)       |                           |
| 2023 | Nederland                    | Drenthe                                             |                           |
| 2024 | België                       | Limburg                                             |                           |
| 2025 | Frankrijk                    | Ardèche/Drôme                                       |                           |
| 2026 |                              |                                                     |                           |
| 2027 |                              |                                                     |                           |
| 2028 |                              |                                                     |                           |
| 2029 | Italië                       | L'Aquila/Abruzzen                                   |                           |

## Elite

### Gemengde ploegenestafette
| Jaar   | Winnaar                  | Tweede                        | Derde                       |
| ------ | ------------------------ | ----------------------------- | --------------------------- |
| 2019   | Nederland                | Duitsland                     | Italië                      |
| 2020   | Duitsland                | Zwitserland                   | Italië                      |
| 2021   | Italië                   | Duitsland                     | Nederland                   |
| 2022*  | Duitsland (b) Italië (j) | Zwitserland (b) Duitsland (j) | Nederland (b) Estland (j)   |
| 2023** | Frankrijk (e) Italië (j) | Italië (e) Duitsland (j)      | Duitsland (e) Frankrijk (j) |
| 2024** | Italië (e) Nederland (j) | Duitsland (e) Duitsland (j)   | België (e) Noorwegen (j)    |

* In 2022 werd de gemengde ploegenestafette niet verreden door de elite, maar wel door beloften en junioren.
** In 2023 en 2024 werd de gemengde ploegenestafette door de elite en junioren verreden.

### Mannen wegwedstrijd

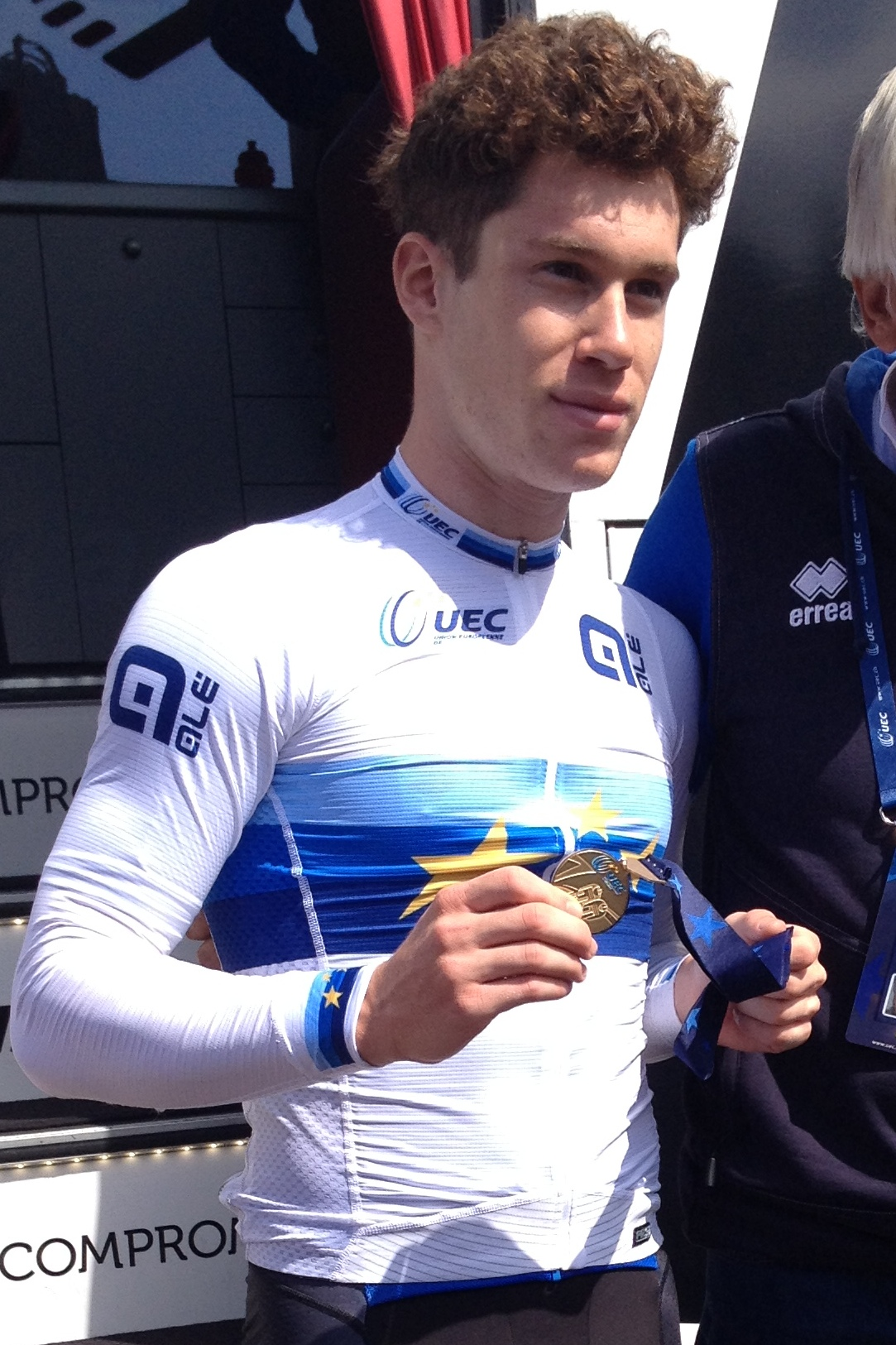
Alberto Dainese won de wegrit in 2019.

| Jaar | Winnaar            | Tweede               | Derde            |
| ---- | ------------------ | -------------------- | ---------------- |
| 2016 | Peter Sagan        | Julian Alaphilippe   | Daniel Moreno    |
| 2017 | Alexander Kristoff | Elia Viviani         | Moreno Hofland   |
| 2018 | Matteo Trentin     | Mathieu van der Poel | Wout van Aert    |
| 2019 | Elia Viviani       | Yves Lampaert        | Pascal Ackermann |
| 2020 | Giacomo Nizzolo    | Arnaud Démare        | Pascal Ackermann |
| 2021 | Sonny Colbrelli    | Remco Evenepoel      | Benoît Cosnefroy |
| 2022 | Fabio Jakobsen     | Arnaud Démare        | Tim Merlier      |
| 2023 | Christophe Laporte | Wout van Aert        | Olav Kooij       |
| 2024 | Tim Merlier        | Olav Kooij           | Madis Mihkels    |

### Mannen tijdrit

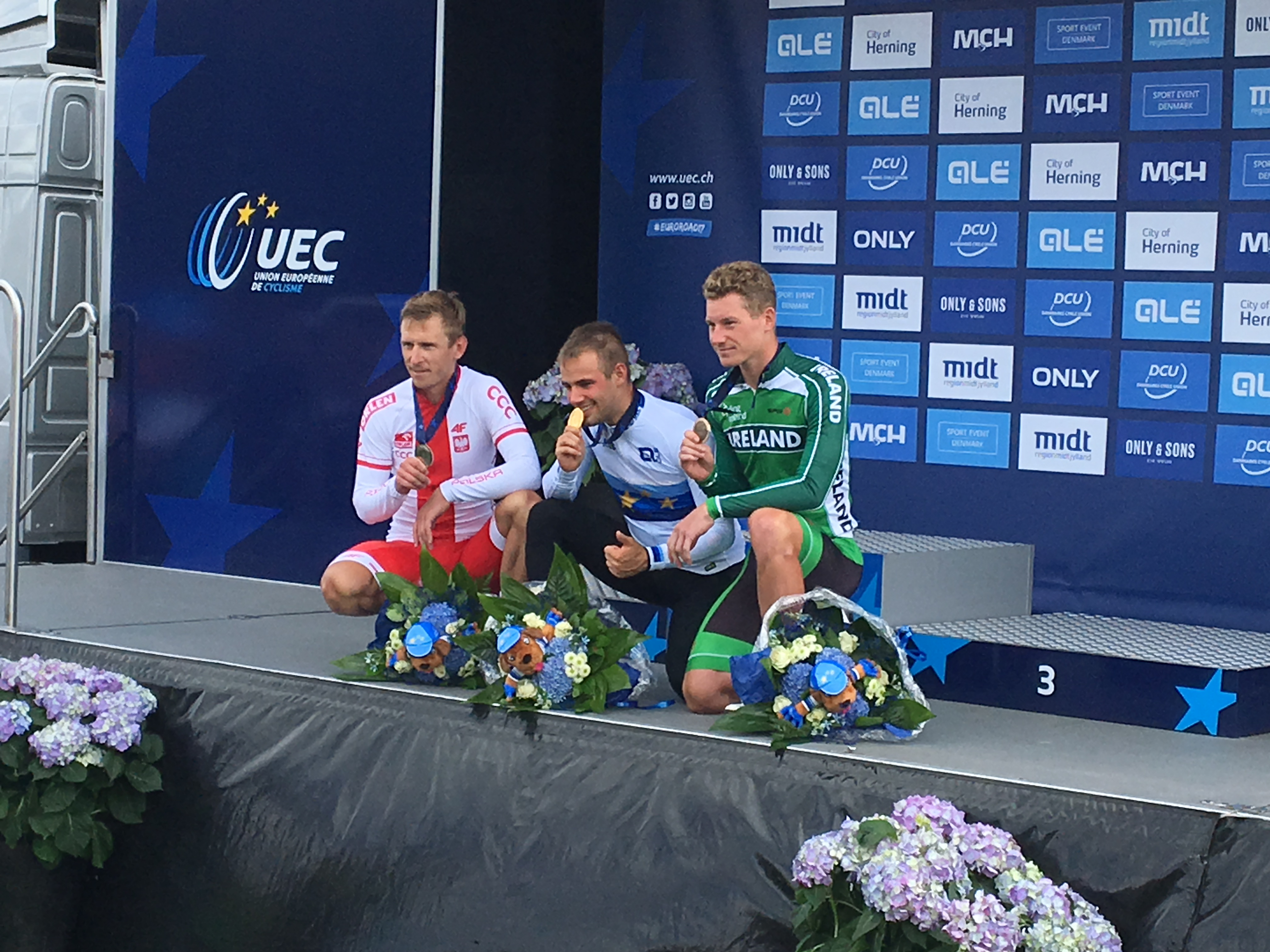
Podium van de mannen tijdrit 2017

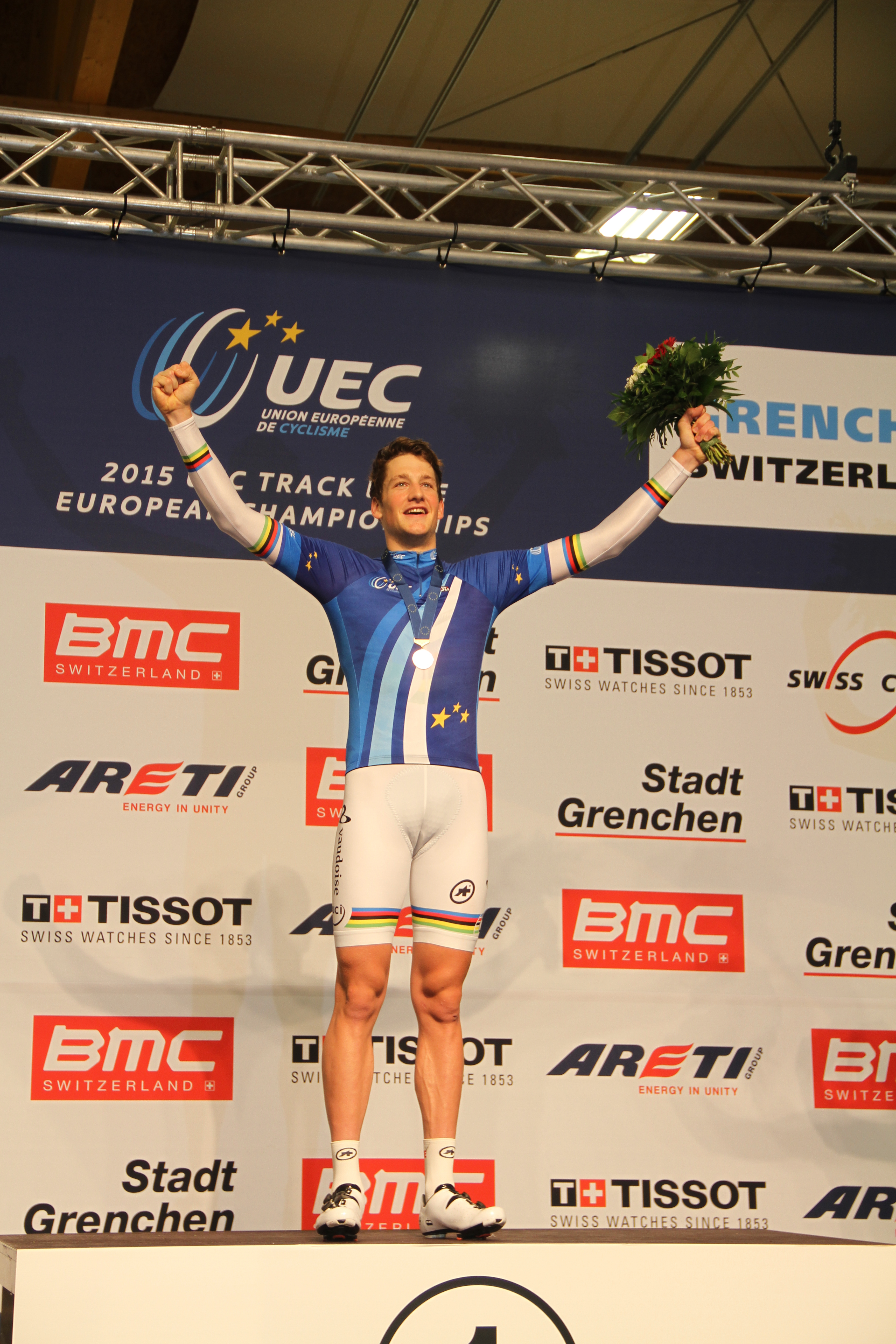
Stefan Küng won in 2014 de weg- en tijdrit en in 2015 het EK op de baan.

| Jaar | Winnaar              | Tweede               | Derde                 |
| ---- | -------------------- | -------------------- | --------------------- |
| 2016 | Jonathan Castroviejo | Victor Campenaerts   | Moreno Moser          |
| 2017 | Victor Campenaerts   | Maciej Bodnar        | Ryan Mullen           |
| 2018 | Victor Campenaerts   | Jonathan Castroviejo | Maximilian Schachmann |
| 2019 | Remco Evenepoel      | Kasper Asgreen       | Edoardo Affini        |
| 2020 | Stefan Küng          | Rémi Cavagna         | Victor Campenaerts    |
| 2021 | Stefan Küng          | Filippo Ganna        | Remco Evenepoel       |
| 2022 | Stefan Bissegger     | Stefan Küng          | Filippo Ganna         |
| 2023 | Joshua Tarling       | Stefan Bissegger     | Wout van Aert         |
| 2024 | Edoardo Affini       | Stefan Küng          | Mattia Cattaneo       |

### Vrouwen wegwedstrijd

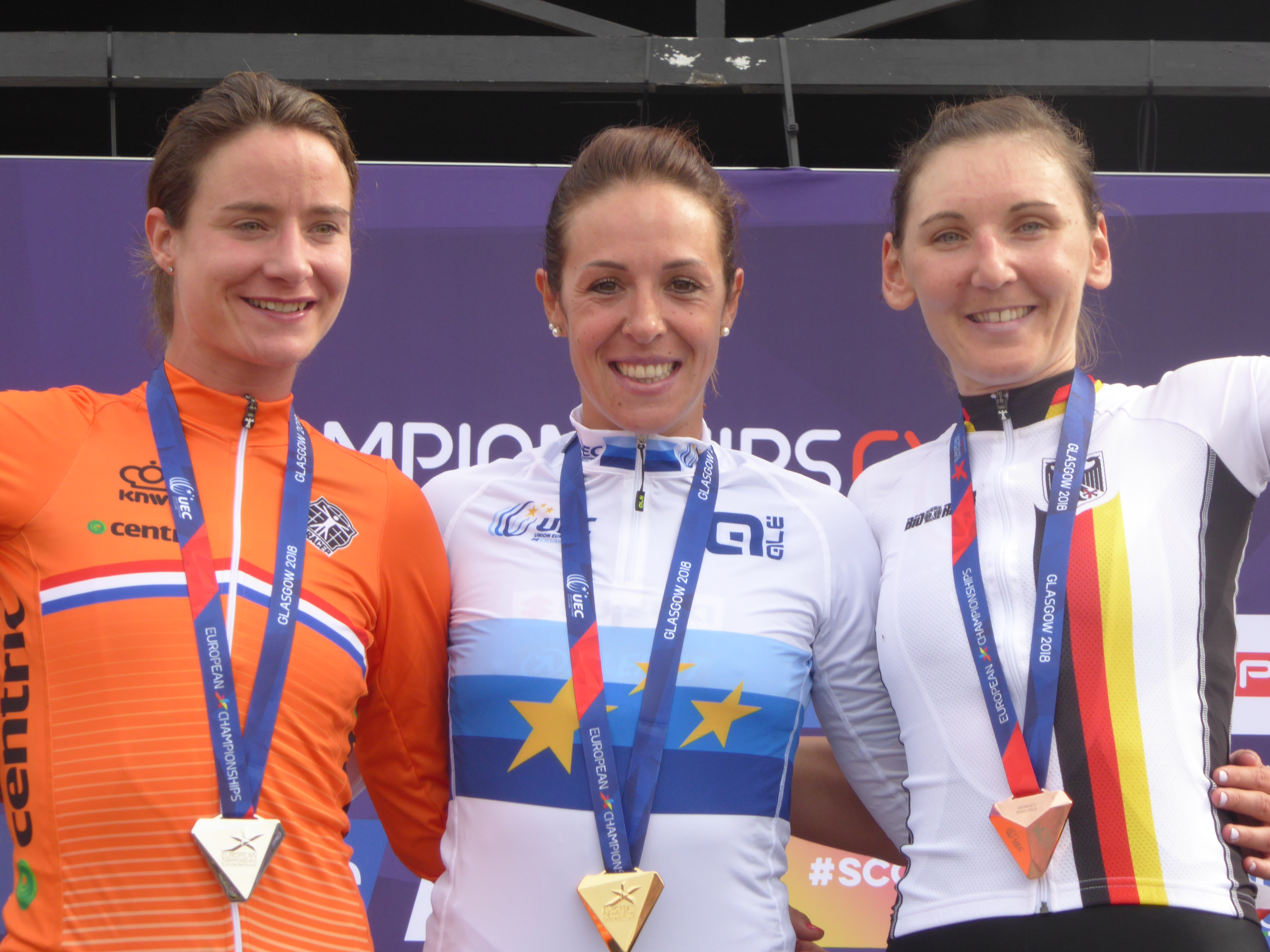
Podium van de vrouwen wegrit 2018

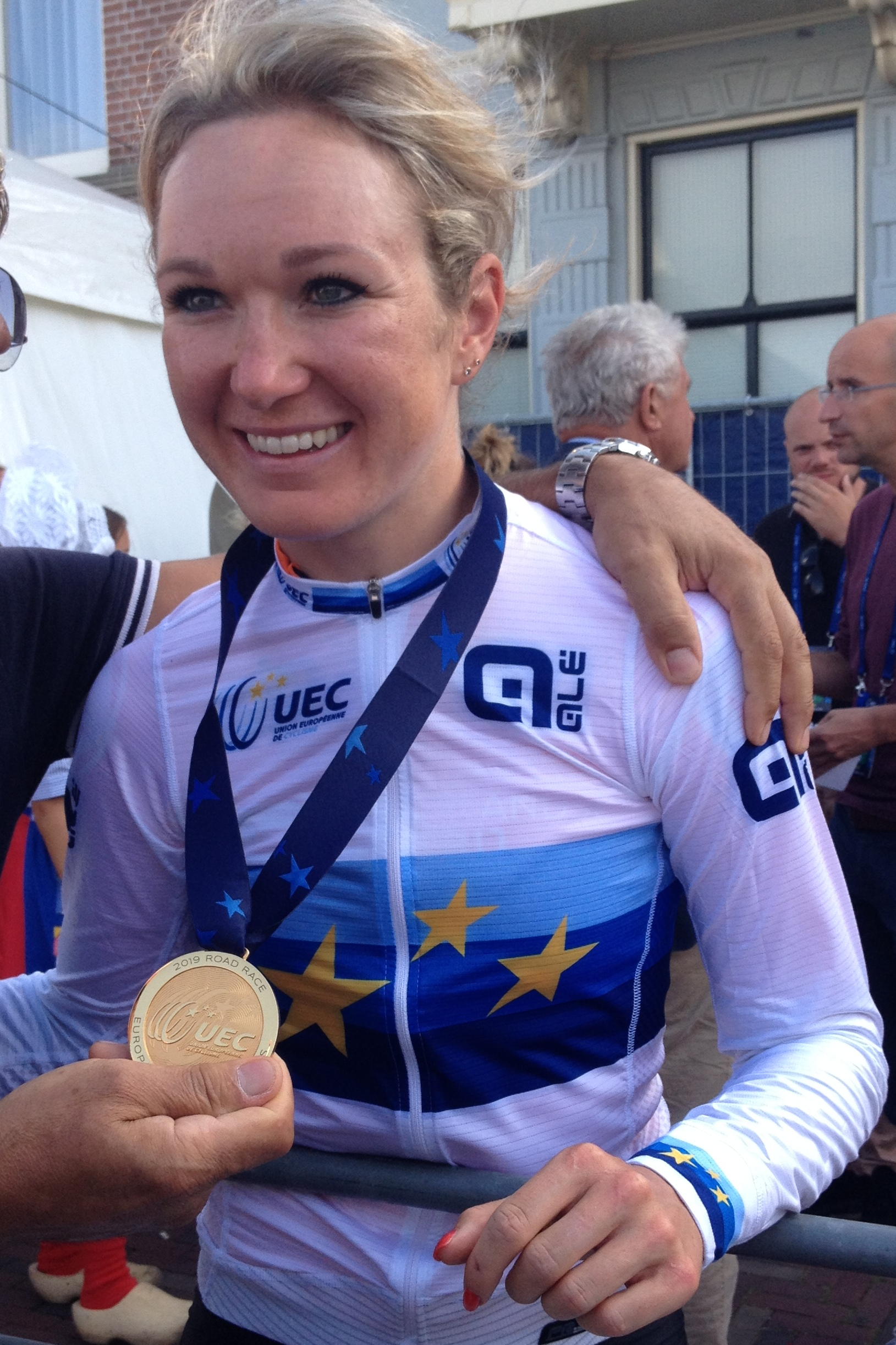
Europees kampioene Amy Pieters in 2019

| Jaar | Winnaar              | Tweede               | Derde                |
| ---- | -------------------- | -------------------- | -------------------- |
| 2016 | Anna van der Breggen | Katarzyna Niewiadoma | Elisa Longo Borghini |
| 2017 | Marianne Vos         | Giorgia Bronzini     | Olga Zabelinskaja    |
| 2018 | Marta Bastianelli    | Marianne Vos         | Lisa Brennauer       |
| 2019 | Amy Pieters          | Elena Cecchini       | Lisa Klein           |
| 2020 | Annemiek van Vleuten | Elisa Longo Borghini | Katarzyna Niewiadoma |
| 2021 | Ellen van Dijk       | Liane Lippert        | Rasa Leleivytė       |
| 2022 | Lorena Wiebes        | Elisa Balsamo        | Rachele Barbieri     |
| 2023 | Mischa Bredewold     | Lorena Wiebes        | Lotte Kopecky        |
| 2024 | Lorena Wiebes        | Elisa Balsamo        | Daria Pikulik        |

### Vrouwen tijdrit

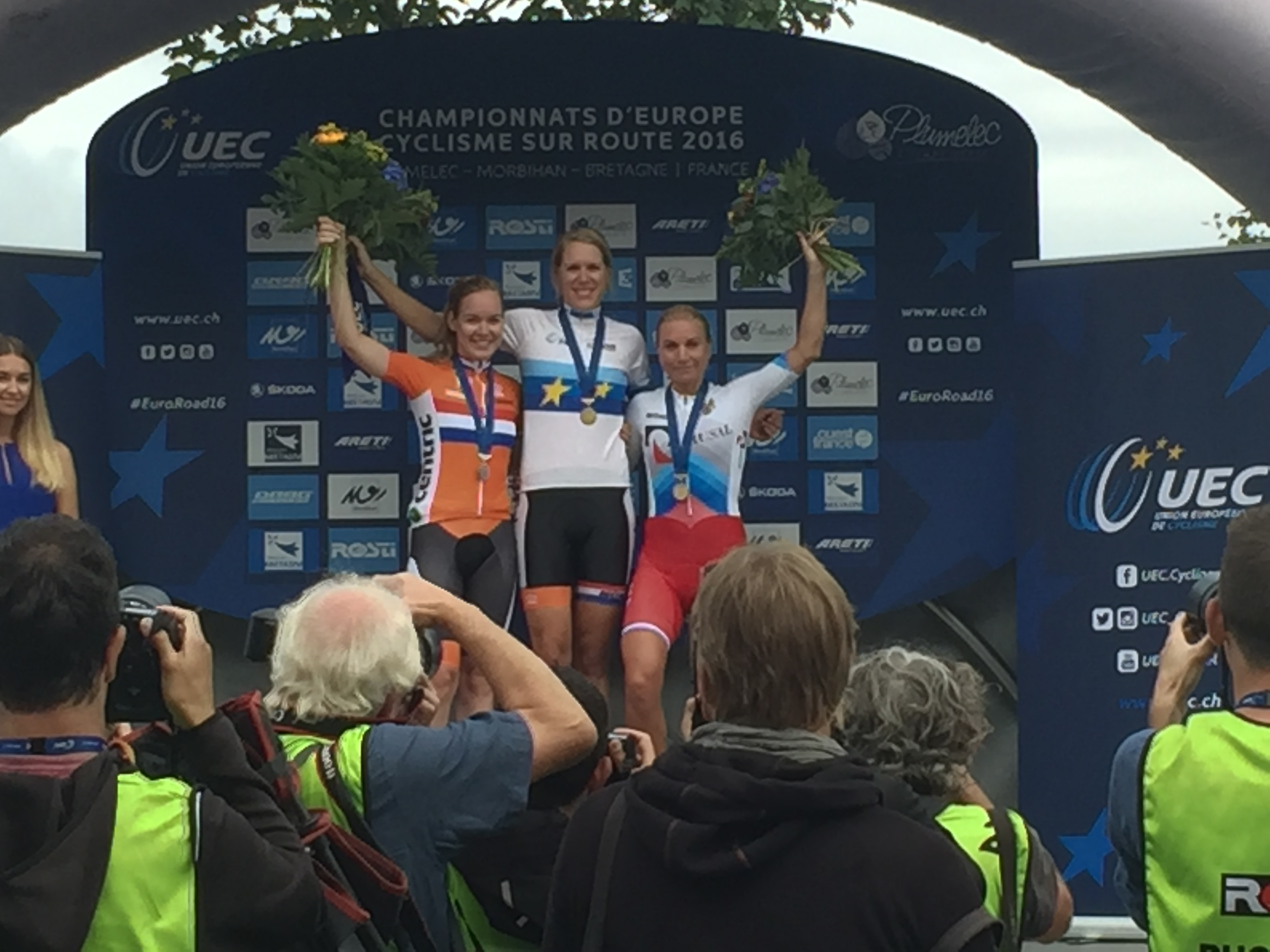
Podium van de vrouwen tijdrit 2016

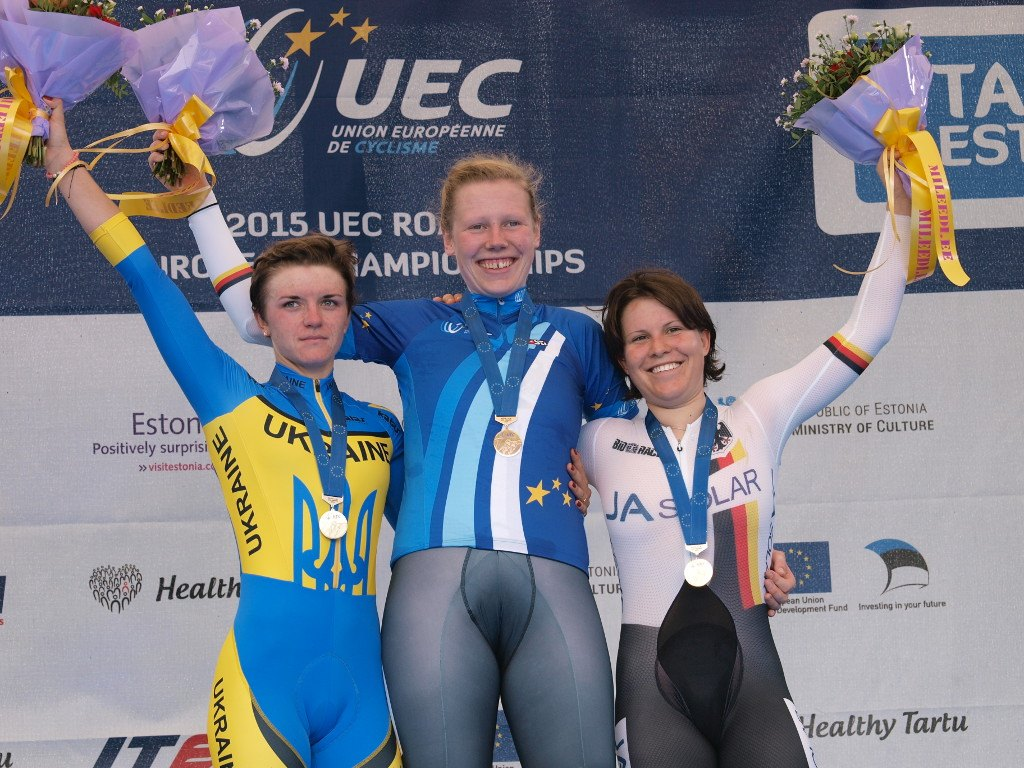
Europees kampioene 2015 Mieke Kröger

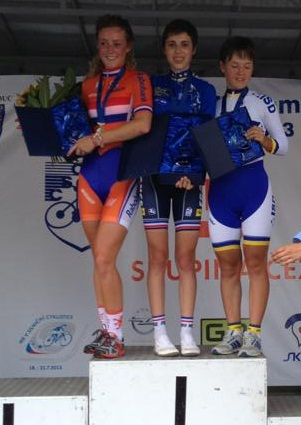
Floortje Mackaij won zilver in 2013

| Jaar | Winnaar              | Tweede               | Derde                   |
| ---- | -------------------- | -------------------- | ----------------------- |
| 2016 | Ellen van Dijk       | Anna van der Breggen | Olga Zabelinskaja       |
| 2017 | Ellen van Dijk       | Ann-Sophie Duyck     | Anna van der Breggen    |
| 2018 | Ellen van Dijk       | Anna van der Breggen | Trixi Worrack           |
| 2019 | Ellen van Dijk       | Lisa Klein           | Lucinda Brand           |
| 2020 | Anna van der Breggen | Ellen van Dijk       | Marlen Reusser          |
| 2021 | Marlen Reusser       | Ellen van Dijk       | Lisa Brennauer          |
| 2022 | Marlen Reusser       | Ellen van Dijk       | Riejanne Markus         |
| 2023 | Marlen Reusser       | Anna Henderson       | Christina Schweinberger |
| 2024 | Lotte Kopecky        | Ellen van Dijk       | Christina Schweinberger |

## Beloften (onder 23 jaar)

### Mannen wegwedstrijd
| Jaar | Winnaar                 | Tweede              | Derde                 |
| ---- | ----------------------- | ------------------- | --------------------- |
| 1995 | Mirko Celestino         | Romāns Vainšteins   | Giuliano Figueras     |
| 1996 | Cândido Barbosa         | Daniele Contrini    | Sergei Ivanov         |
| 1997 | Salvatore Commesso      | Sven Montgomery     | Gerrit Glomser        |
| 1998 | Zoran Klemenčič         | Andy Vidts          | Ralph Schweda         |
| 1999 | Michele Gobbi           | Luca Paolini        | Fabio Bulgarelli      |
| 2000 | Graziano Gasparre       | Stefan Adamsson     | Lorenzo Bernucci      |
| 2001 | Giampaolo Caruso        | Eric Baumann        | Roman Lougovyi        |
| 2002 | Michael Albasini        | Michail Timosjin    | Matthieu Sprick       |
| 2003 | Giovanni Visconti       | Jérémy Roy          | Kristjan Fajt         |
| 2004 | Kalvis Eisaks           | Tom Veelers         | Arturs Ansons         |
| 2005 | František Raboň         | Anders Lund         | Nick Ingels           |
| 2006 | Benoît Sinner           | René Mandri         | Francesco Gavazzi     |
| 2007 | Andrej Kljoejev         | Ignatas Konovalovas | Normunds Lasis        |
| 2008 | Cyril Gautier           | Paul Voss           | Timofej Kritski       |
| 2009 | Kris Boeckmans          | Jarosław Marycz     | Sacha Modolo          |
| 2010 | Pawel Gawronski         | Nélson Oliveira     | Arnaud Démare         |
| 2011 | Julian Kern             | Sjarhej Novikaw     | Konstantin Klimjankow |
| 2012 | Jan Tratnik             | Andžs Flaksis       | Wouter Wippert        |
| 2013 | Sean De Bie             | Petr Vakoč          | Toms Skujiņš          |
| 2014 | Stefan Küng             | Iuri Filosi         | Anthony Turgis        |
| 2015 | Erik Baška              | Mamyr Stasj         | Davide Martinelli     |
| 2016 | Aljaksandr Raboesjenka  | Bjorg Lambrecht     | Andrea Vendrame       |
| 2017 | Casper Pedersen         | Benoît Cosnefroy    | Marc Hirschi          |
| 2018 | Marc Hirschi            | Victor Lafay        | Fernando Barceló      |
| 2019 | Alberto Dainese         | Niklas Larsen       | Rait Ärm              |
| 2020 | Jonas Iversby Hvideberg | Anthon Charmig      | Vojtěch Řepa          |
| 2021 | Thibau Nys              | Filippo Baroncini   | Juan Ayuso            |
| 2022 | Felix Engelhardt        | Mathias Vacek       | Davide De Pretto      |
| 2023 | Henrik Pedersen         | Iván Romeo          | Paul Magnier          |
| 2024 | Huub Artz               | Niklas Behrens      | Léandre Lozouet       |

### Mannen tijdrit
| Jaar | Winnaar               | Tweede               | Derde                  |
| ---- | --------------------- | -------------------- | ---------------------- |
| 1997 | Guillaume Auger       | Fabio Malberti       | Maurizio Caravaggio    |
| 1998 | Oleg Joekov           | Marco Pinotti        | László Bodrogi         |
| 1999 | Martin Cotar          | Charles Wegelius     | Nicolas Fritsch        |
| 2000 | Jevgeni Petrov        | Pawel Zugaj          | Dmitri Stemov          |
| 2001 | Manuel Quinziato      | Aleksandr Bespalov   | Sebastian Lang         |
| 2002 | Jonas Olsson          | Aleksandr Bespalov   | Jure Zrimšek           |
| 2003 | Markus Fothen         | Jure Zrimšek         | Vladimir Goesev        |
| 2004 | Christian Müller      | Janez Brajkovič      | Aleksej Jesin          |
| 2005 | Dmytro Hrabovsky      | Dominique Cornu      | Janez Brajkovič        |
| 2006 | Dmytro Hrabovsky      | Jérôme Coppel        | Dominique Cornu        |
| 2007 | Maksim Belkov         | Rein Taaramäe        | Adriano Malori         |
| 2008 | Adriano Malori        | Timofej Kritski      | Artjom Ovetsjkin       |
| 2009 | Marcel Kittel         | Timofej Kritski      | Rasmus Quaade          |
| 2010 | Alex Dowsett          | Geoffrey Soupe       | Nélson Oliveira        |
| 2011 | Yoann Paillot         | Bob Jungels          | Vegard Stake Laengen   |
| 2012 | Rasmus Quaade         | Bob Jungels          | Oleksandr Holovasj     |
| 2013 | Victor Campenaerts    | Oleksandr Holovasj   | Jasha Sütterlin        |
| 2014 | Stefan Küng           | Davide Martinelli    | Aleksandr Jevtoesjenko |
| 2015 | Steven Lammertink     | Marlen Zmorka        | Maximilian Schachmann  |
| 2016 | Lennard Kämna         | Filippo Ganna        | Rémi Cavagna           |
| 2017 | Kasper Asgreen        | Mikkel Bjerg         | Corentin Ermenault     |
| 2018 | Edoardo Affini        | Izidor Penko         | Markus Wildauer        |
| 2019 | Johan Price-Pejtersen | Mikkel Bjerg         | Stefan Bissegger       |
| 2020 | Andreas Leknessund    | Stefan Bissegger     | Ilan Van Wilder        |
| 2021 | Johan Price-Pejtersen | Søren Wærenskjold    | Daan Hoole             |
| 2022 | Alec Segaert          | Fran Miholjević      | Eddy Le Huitouze       |
| 2023 | Alec Segaert          | Carl-Frederik Bévort | Gustav Wang            |
| 2024 | Alec Segaert          | Jakob Söderqvist     | Wessel Mouris          |

### Vrouwen wegwedstrijd
| Jaar | Winnaar                   | Tweede                | Derde                     |
| ---- | ------------------------- | --------------------- | ------------------------- |
| 1995 | Regina Schleicher         | Evi Gensheimer        | Elena Unruh               |
| 1996 | Hanka Kupfernagel         | Diana Žiliūtė         | Elisabeth Chevanne-Brunel |
| 1997 | Elisabeth Chevanne-Brunel | Tetjana Stjazjkina    | Izasqun Bengoa            |
| 1998 | Susanne Ljungskog         | Diana Žiliūtė         | Mirella van Melis         |
| 1999 | Tetjana Stjazjkina        | Oksana Saprykina      | Nicole Brändli            |
| 2000 | Alessandra D'Ettore       | Mirella van Melis     | Vera Carrara              |
| 2001 | Mirella van Melis         | Angela Hennig-Brodtka | Sophie Creux              |
| 2002 | Trixi Worrack             | Evy Van Damme         | Virginie Moinard          |
| 2003 | María Isabel Moreno       | Theresa Senff         | Vera Koedooder            |
| 2004 | Monica Holler             | Bertine Spijkerman    | Nathalie Tirard Collet    |
| 2005 | Gessica Turato            | Monica Holler         | Modesta Vžesniauskaitė    |
| 2006 | Marianne Vos              | Tatiana Guderzo       | Monica Holler             |
| 2007 | Marianne Vos              | Marta Bastianelli     | Rasa Leleivytė            |
| 2008 | Rasa Leleivytė            | Lesja Kalitovska      | Marta Bastianelli         |
| 2009 | Chantal Blaak             | Katie Colclough       | Marianne Vos              |
| 2010 | Noortje Tabak             | Lesja Kalitovska      | Aušrinė Trebaitė          |
| 2011 | Larisa Pankova            | Alena Amjaljoesik     | Lucinda Brand             |
| 2012 | Evelyn Arys               | Barbara Guarischi     | Kim de Baat               |
| 2013 | Susanna Zorzi             | Francesca Cauz        | Hanna Solovej             |
| 2014 | Sabrina Stultiens         | Elena Cecchini        | Annabelle Dreville        |
| 2015 | Katarzyna Niewiadoma      | Ilaria Sanguineti     | Thalita de Jong           |
| 2016 | Katarzyna Niewiadoma      | Cecilie Uttrup Ludwig | Séverine Eraud            |
| 2017 | Pernille Mathiesen        | Susanne Andersen      | Alice Barnes              |
| 2018 | Nikola Nosková            | Aafke Soet            | Letizia Paternoster       |
| 2019 | Letizia Paternoster       | Marta Lach            | Lonneke Uneken            |
| 2020 | Elisa Balsamo             | Lonneke Uneken        | Emma Norsgaard            |
| 2021 | Silvia Zanardi            | Kata Blanka Vas       | Évita Muzic               |
| 2022 | Shirin van Anrooij        | Vittoria Guazzini     | Fem van Empel             |
| 2023 | Ilse Pluimers             | Anna Shackley         | Linda Zanetti             |
| 2024 | Sofie van Rooijen         | Scarlett Souren       | Eleonora Gasparrini       |

### Vrouwen tijdrit
| Jaar | Winnaar                  | Tweede                | Derde                |
| ---- | ------------------------ | --------------------- | -------------------- |
| 1997 | Diana Žiliūtė            | Izasqun Bengoa        | Jenny Algelid        |
| 1998 | Diana Žiliūtė            | Susanne Ljungskog     | Rasa Mažeikytė       |
| 1999 | Tetjana Stjazjkina       | Nicole Brändli        | Ceris Gilfillan      |
| 2000 | Lada Kozlikova           | Ceris Gilfillan       | Nicole Brändli       |
| 2001 | Nicole Brändli           | Lada Kozlikova        | Olga Zabelinskaja    |
| 2002 | Olga Zabelinskaja        | Vera Carrara          | Vera Koedooder       |
| 2003 | Virginie Moinard         | Madeleine Sandig      | María Isabel Moreno  |
| 2004 | Tatiana Guderzo          | Madeleine Sandig      | Anna Zugno           |
| 2005 | Madeleine Sandig         | Tatiana Guderzo       | Anna Zugno           |
| 2006 | Linda Villumsen          | Tatiana Guderzo       | Bianca Knoepfle      |
| 2007 | Linda Villumsen          | Svitlana Haljoek      | Martina Sáblíková    |
| 2008 | Ellen van Dijk           | Svitlana Haljoek      | Lejya Kalitovska     |
| 2009 | Ellen van Dijk           | Emilia Fahlin         | Marianne Vos         |
| 2010 | Aleksandra Boertsjenkova | Emilia Fahlin         | Katažina Sosna       |
| 2011 | Mélodie Lesueur          | Larisa Pankova        | Katažina Sosna       |
| 2012 | Anna van der Breggen     | Mieke Kröger          | Elisa Longo Borghini |
| 2013 | Hanna Solovej            | Rossella Ratto        | Kseniya Dobrynina    |
| 2014 | Mieke Kröger             | Séverine Eraud        | Ramona Korchini      |
| 2015 | Mieke Kröger             | Olha Sjekel           | Corinna Lechner      |
| 2016 | Anastasia Iakovenko      | Ksenija Toehaj        | Lisa Klein           |
| 2017 | Pernille Mathiesen       | Cecilie Uttrup Ludwig | Lisa Klein           |
| 2018 | Aafke Soet               | Lisa Klein            | Nikola Nosková       |
| 2019 | Hannah Ludwig            | Maria Novolodskaya    | Elena Pirrone        |
| 2020 | Hannah Ludwig            | Franziska Koch        | Marta Jaskulska      |
| 2021 | Vittoria Guazzini        | Hannah Ludwig         | Elena Pirrone        |
| 2022 | Shirin van Anrooij       | Vittoria Guazzini     | Marie Le Net         |
| 2023 | Zoe Bäckstedt            | Antonia Niedermaier   | Anniina Ahtosalo     |
| 2024 | Anniina Ahtosalo         | Antonia Niedermaier   | Marie Schreiber      |

## Junioren (17 en 18 jaar)
Sinds 2005 worden de wedstrijden niet alleen door beloften, maar ook door junioren verreden.

### Mannen wegwedstrijd
| Jaar | Winnaar                  | Tweede              | Derde                 |
| ---- | ------------------------ | ------------------- | --------------------- |
| 2005 | Ivan Rovny               | Andrej Solomennikov | Federico Masiero      |
| 2006 | Étienne Pieret           | Thomas Bertolini    | Ronan van Zandbeek    |
| 2007 | Michał Kwiatkowski       | Fabien Taillefer    | Ole Haavardsholm      |
| 2008 | Johan Le Bon             | Luke Rowe           | Piotr Gawroński       |
| 2009 | Luca Wackermann          | Barry Markus        | Arnaud Démare         |
| 2010 | Blaž Bogataj             | Bryan Coquard       | Rafael Reis           |
| 2011 | Pierre-Henri Lecuisinier | Olivier Le Gac      | Loïc Vliegen          |
| 2012 | Alexander Wachter        | Anthony Turgis      | Davide Ballerini      |
| 2013 | Franck Bonnamour         | Élie Gesbert        | Mathias Van Gompel    |
| 2014 | Edoardo Affini           | Jordi Warlop        | Pierre Idjouadiène    |
| 2015 | Alan Banaszek            | Stan Dewulf         | Dennis van der Horst  |
| 2016 | Nicolas Malle            | Emilien Jeannière   | Tadej Pogačar         |
| 2017 | Michele Gazzoli          | Søren Wærenskjold   | Niklas Märkl          |
| 2018 | Remco Evenepoel          | Alexandre Balmer    | Carlos Rodriguez Cano |
| 2019 | Andrii Ponomar           | Maurice Ballerstedt | Andrea Piccolo        |
| 2020 | Kasper Andersen          | Pavel Bittner       | Arnaud De Lie         |
| 2021 | Romain Gregoire          | Per Strand Hagenes  | Lenny Martinez        |
| 2022 | Jan Christen             | Jørgen Nordhagen    | Léo Bisiaux           |
| 2023 | Anže Ravbar              | Matys Grisel        | Žak Eržen             |
| 2024 | Felix Ørn-Kristoff       | Héctor Álvarez      | Paul Seixas           |

### Mannen tijdrit
| Jaar | Winnaar                 | Tweede             | Derde              |
| ---- | ----------------------- | ------------------ | ------------------ |
| 2005 | Dmitri Sokolov          | Jevgenij Nikolenko | Manuele Boaro      |
| 2006 | Dmitri Sokolov          | Tony Gallopin      | Adriano Malori     |
| 2007 | Ilnoer Zakarin          | Michał Kwiatkowski | Piotr Gawroński    |
| 2008 | Michał Kwiatkowski      | Vegard Breen       | Johan Le Bon       |
| 2009 | Joseph Perrett          | Bob Jungels        | Kévin Labèque      |
| 2010 | Kirill Jatsevitsj       | Émilien Viennet    | Marlen Zmorka      |
| 2011 | Alberto Bettiol         | Alexis Gougeard    | Aleksej Rydakin    |
| 2012 | Mathias Krigbaum        | Ryan Mullen        | Matej Mohorič      |
| 2013 | Nikolaj Tsjerkasov      | Igor Decraene      | Rémi Cavagna       |
| 2014 | Lennard Kämna           | Corentin Ermenault | Tobias Foss        |
| 2015 | Nikolaj Ilitsjev        | Tobias Foss        | Max Singer         |
| 2016 | Alexys Brunel           | Marc Hirschi       | Iver Knotten       |
| 2017 | Andreas Leknessund      | Julius Johansen    | Sébastien Grignard |
| 2018 | Remco Evenepoel         | Ilan Van Wilder    | Antonio Tiberi     |
| 2019 | Andrea Piccolo          | Lars Boven         | Enzo Leijnse       |
| 2020 | Mathias Vacek           | Marco Brenner      | Lorenzo Milesi     |
| 2021 | Alec Segaert            | Cian Uijtdebroeks  | Eddy Le Huitouze   |
| 2022 | Mathieu Kockelmann      | Jens Verbrugghe    | Emil Herzog        |
| 2023 | Albert Withen Philipsen | Jorgen Nordhagen   | Sente Sentjes      |
| 2024 | Michiel Mouris          | Jasper Schoofs     | Paul Fietzke       |

### Vrouwen wegwedstrijd
| Jaar | Winnaar                  | Tweede                   | Derde                  |
| ---- | ------------------------ | ------------------------ | ---------------------- |
| 2005 | Aleksandra Boertsjenkova | Jekaterina Novozjilova   | Marta Bastianelli      |
| 2006 | Mie Bekker Lacota        | Elise Van Hage           | Julie Krasniak         |
| 2007 | Valentina Scandolara     | Daria Gorbatovskaja      | Gloria Presti          |
| 2008 | Valentina Scandolara     | Valeriya Kononenko       | Jessie Daams           |
| 2009 | Elena Cecchini           | Laura van der Kamp       | Pauline Ferrand-Prévot |
| 2010 | Anna Trevisi             | Pauline Ferrand-Prévot   | Rossella Ratto         |
| 2011 | Rossella Ratto           | Jessy Druyts             | Chiara Vannucci        |
| 2012 | Lucy Garner              | Anna Zita Maria Stricker | Kirsten Coppens        |
| 2013 | Greta Richioud           | Séverine Eraud           | Kseniya Tuhai          |
| 2014 | Sofia Bertizzolo         | Nicole Koller            | Daria Jegorova         |
| 2015 | Nadia Quagliotto         | Rachele Barbieri         | Karina Kasenova        |
| 2016 | Liane Lippert            | Elisa Balsamo            | Sophie Wright          |
| 2017 | Lorena Wiebes            | Emma Norsgaard           | Letizia Paternoster    |
| 2018 | Aigul Gareeva            | Vittoria Guazzini        | Hannah Ludwig          |
| 2019 | Ilse Pluimers            | Sofie van Rooijen        | Kristina Nenadovic     |
| 2020 | Eleonora Gasparrini      | Marith Vanhove           | Katrijn De Clercq      |
| 2021 | Linda Riedmann           | Eleonora Ciabocco        | Églantine Rayer        |
| 2022 | Églantine Rayer          | Eleonora Ciabocco        | Federica Venturelli    |
| 2023 | Fleur Moors              | Federica Venturelli      | Léane Tabu             |
| 2024 | Puck Langenbarg          | Messane Bräutigam        | Štěpánka Dubcová       |

### Vrouwen tijdrit
| Jaar | Winnaar                | Tweede                 | Derde                    |
| ---- | ---------------------- | ---------------------- | ------------------------ |
| 2005 | Aleksandra Dawidowicz  | Aušrinė Trebaitė       | Lesja Kalitovska         |
| 2006 | Mie Bekker Lacota      | Trine Schmidt Hansen   | Aleksandra Boertsjenkova |
| 2007 | Valeriya Kononenko     | Anne-Marie Schmitt     | Alena Amjaljoesik        |
| 2008 | Valeriya Kononenko     | Jacqueline Hahn        | Maria Mishina            |
| 2009 | Pauline Ferrand-Prévot | Hanna Solovej          | Maria Grandt Petersen    |
| 2010 | Hanna Solovej          | Pauline Ferrand-Prévot | Alexia Muffat            |
| 2011 | Rossella Ratto         | Mathilde Favre         | Svetlana Kasjirina       |
| 2012 | Corine van der Zijden  | Kseniya Dobrynina      | Lotte Kopecky            |
| 2013 | Séverine Eraud         | Floortje Mackaij       | Olena Demidova           |
| 2014 | Aafke Soet             | Alice Gasparini        | Greta Richioud           |
| 2015 | Agnieszka Skalniak     | Ksenija Tsymbaljoek    | Yara Kastelijn           |
| 2016 | Lisa Morzenti          | Alessia Vigilia        | Juliette Labous          |
| 2017 | Elena Pirrone          | Letizia Paternoster    | Emma Norsgaard           |
| 2018 | Vittoria Guazzini      | Hannah Ludwig          | Marta Jaskulska          |
| 2019 | Shirin van Anrooij     | Aigul Gareeva          | Wilma Olausson           |
| 2020 | Elise Uijen            | Maëva Squiban          | Carlotta Cipressi        |
| 2021 | Aljona Ivantsjenko     | Antonia Niedermaier    | Elise Uijen              |
| 2022 | Justyna Czapla         | Églantine Rayer        | Febe Jooris              |
| 2023 | Federica Venturelli    | Stina Kagevi           | Hannah Kunz              |
| 2024 | Paula Ostiz Taco       | Fee Knaven             | Viktória Chladoňová      |